# Myrmecozela mongolica
Myrmecozela mongolica är en fjärilsart som beskrevs av Petersen 1965. Myrmecozela mongolica ingår i släktet Myrmecozela och familjen äkta malar.
Artens utbredningsområde är Mongoliet. Inga underarter finns listade i Catalogue of Life.